# Kawasaki Ki-64
O Kawasaki Ki-64 (nome de código aliado: Rob) era uma aeronave protótipo pesada, de único assento, cuja missão situar-se-ia na área de combate aéreo e na intercepção de aeronaves inimigas. Ele tinha duas características de design incomuns. Primeiro, tinha dois motores Kawasaki Ha-40 em tandem, um no nariz da aeronave, o outro atrás do cockpit, ambos sendo conectados por um eixo de transmissão. Esta combinação dirigia dois conjuntos de hélices, cada um com três lâminas, girando um grupo no sentido oposto ao do outro. A segunda característica foi a utilização da superfície da asa como um radiador para os motores refrigerados a água. A primeira aeronave voou em Dezembro de 1943. Durante o quinto voo, o motor traseiro pegou fogo e, enquanto a aeronave fazia um pouso de emergência, o motor ficou ainda mais danificado; isto fez com que o projecto ficasse ainda mais atrasado. Posteriormente, vários problemas surgiram relativamente às hélices contra-rotativas, problemas estes que nunca foram resolvidos. A aeronave foi posteriormente abandonada em meados de 1944 a favor de projectos mais promissores e seguros.
Como muitos outros programas começados antes do fim da guerra em 1945 (seja eles aviões ou outros veículos militares), a fuselagem do Ki-64 foi eventualmente capturada e levada pelos aliados. O seu projecto foi então entregue aos engenheiros americanos para estudo antes de ser descartado para a sucata.

## Especificações
O Ki-64 era alimentado por um motor Kawasaki Ha-201 (dois Ha-40 (Daimler-Benz DB 601)), capaz de levar a aeronave a atingir uma velocidade máxima de 690 quilómetros por hora. Esta aeronave era também capaz de voar ao longo de uma distância de 1000 quilómetros e atingir uma altura máxima de 12 000 metros de altitude. Transportava uma tripulação de apenas 1 elemento. O peso vazio desta aeronave situava-se nos 4050 quilogramas, com um peso carregado de 5100 quilogramas. Em termos de dimensões, tinha um comprimento de 11 metros, uma envergadura de 13,50 metros e uma altura de 4,25 metros.